# Frederic Oliver Buxó
Frederic Oliver Buxó (Sabadell, 1833-1904) fou un pintor sabadellenc, especialitzat en natures mortes i en clarobscurs. Llicenciat en dret, com a pintor va ser deixeble de Josep Margalef. El seu germà, Antoni Oliver i Buxó, també va ser pintor i un dels fundadors del Banc de Sabadell.
L'any 1887 va participar en l'exposició que va organitzar l'Acadèmia de Belles Arts de Sabadell a l'Ateneu Sabadellenc, presentant una natura morta, un paisatge i un estudi de fruites, entre d'altres. L'any 1889 hi mostrava una natura morta.
El seu estil es va veure molt influït per l'obra de Zurbarán. Els seus treballs mostren una bona dosi de realisme, amb especial atenció als detalls.
Es conserva obra seva al Museu d'Art de Sabadell.